# シルバートン・マウンテン
シルバートン・マウンテン（Silverton_Mountain）は、アメリカ合衆国コロラド州シルバートン近郊に位置するスキー場で、2002年1月19日にオープンした。
上級者スキーヤーやスノーボーダーに人気のあるシルバートン・マウンテンには、二人乗りのチェアリフトが1基だけ設置されており、パトロール未巡回またコース未整備が売りで、リフトに乗る際には常に雪崩対策ギアの装着が必須である。このスキー場ではリフトまたはヘリコプターを利用して（頂上からハイクアップすれば、更に奥のエリアにアクセス可能）、ガイドあり／なしで、手付かずの自然を丸ごと楽しめる。リフトでアクセス可能なエリアは736ヘクタール（1,819エーカー）。エキスパート／上級者向けの滑走エリア（◆◆）のみで構成されている。さらに、ヘリコプターでアクセスできる滑走エリアは8,903ヘクタール（22,000エーカー）を超えており、いずれのエリアからもベースエリアに戻ることが可能である 。 シルバートン・マウンテンの12〜3月中旬までの期間は、ヘリコプターまたはリフト利用のどちらの場合も、「ガイド付き」でのみの滑走となっており、3月中旬〜4月中旬のシーズン最終日までの期間は、ヘリコプターまたはリフトを利用して、ガイド付きまたはガイドなしで自由に滑走できる。このスキー場では滑走エリアを最適に保つため、月・火・水は閉山となり、木・金・土のみオープンとなる（天候また雪の状態によってはオープンしない日もある）。

## 詳細
アドベンチャー、パウダー、急斜面で名高いシルバートン・マウンテンは、コロラド州サンワン郡の歴史的な鉱山町シルバートンからわずか10キロ（6マイル）ほどの距離に位置している。このスキー場の最高地点は標高4,263m（13,487ft）で、北米で最も標高の高いところに設置されているスキー場である。滑走エリアはエキスパートと上級者向けに特化されており、自然な地形だけで構成されている。
この山は、リフトでアクセス可能な736ヘクタール（1,819エーカー）のエリアに加えて、ハイクアップやヘリコプターでアクセスできる8,903ヘクタール（22,000エーカー）以上の滑走エリアを提供している。整備されたコースや切り開かれたコースは存在せず、上級スキーヤーやスノーボーダーはここで世界有数のロング・パウダー・ランを楽しむことができる。サンワン山脈の標高の高さに加え、一日の滑走者数が限られていることもあり、通常雪質は非常に良い状態を保っている。 
このスキー場ではシーズンの一定期間は、ガイド付きでのみの滑走が提供されている。8人またはそれ以下のガイド付きグループがゲレンデへハイクアップでアクセスする際には、通常5〜45分程度かかる。広いボウルや急な斜面の狭いシュートへ行く場合には、15分から1時間程度の時間が必要である。 
すべてのスキーヤーおよびライダーには、雪崩対策の安全装備の着用が義務付けられている。必須装備は、雪崩ビーコン、金属製のシャベル、およびプローブの3つで、これらは現地でレンタルすることも可能。ガイド付きスキーの空き状況は少ないため、予約が推奨されている。ガイドなしの期間が始まっても、ガイド付きオプションは引き続き利用可能である。 
2012年1月14日、25歳のシドニー・エリザベス・オーエンスは、ガイドとともに「リフ」コースを滑走中に転倒し、約457m（1,500フィート）下まで滑落した。スキーパトロールによる蘇生作業が行われたが、救急車が到着した時点で死亡が確認された。事故が発生したのは、彼女がその日に初めて滑走した際で、転倒の原因はビンディングの故障とされている 。

## ヘリスキー

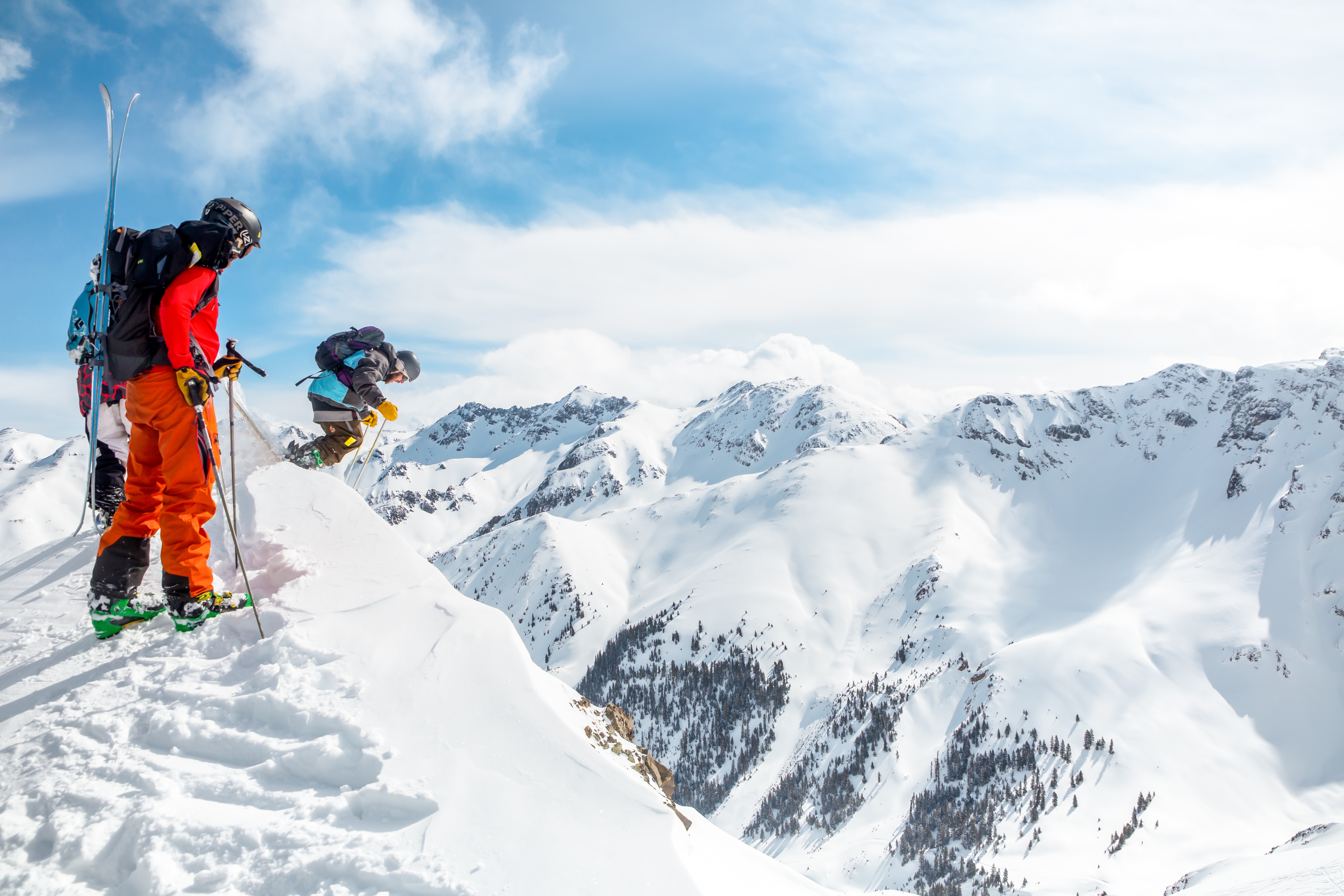
シルバートンのシンボル「ビルボード」コースへ上がる途中の、小さな蛇腹斜面への降下風景

シルバートン・マウンテンは、アメリカ本土で唯一ヘリスキーを提供するスキー場である。そのヘリコプターでアクセスできる滑走エリアは、上級者およびエキスパートレベルのスキーヤーまたスノーボーダー専用とされている。 

## 歴史
シルバートン・マウンテンは、アーロンとジェン・ブリルによって設立され、2002年1月19日にマンモス・マウンテン・スキー場から購入したダブルチェアリフト1基で営業を開始した。バックカントリースキーで知られるこのスキー場では、雪崩レベルI、雪崩レベルII、バックカントリー101といった教育プログラムも提供されている。環境への影響を最小限に抑える設計がされており、開発よりも純粋にスキーを楽しむことが重視されているため、コンドミニアムや高速チェアリフトの建設は予定されていない。USAトゥデイ誌の一般投票による「コロラド、ユタ、カリフォルニア、ネバダ州の西部エクストリーム・スキー」分野で、ベスト・オブ・ザ・ウエスト（西部1位）に選ばれている。

## テレビ・映画露出
- ブルームバーグTV 「エキスパート専用の山で命を危険に晒すスキーヤーら」
- ウォーレン・ミラー 『チルドレン・オブ・ウィンター』
- マッチスティック・プロダクション『アタック・オブ・ラ・ニーニャ』
- ティートン・グラビティ 『ザ・ドリーム・ファクトリー』

## マップ
- トレイル・マップ